# Spagna preromana

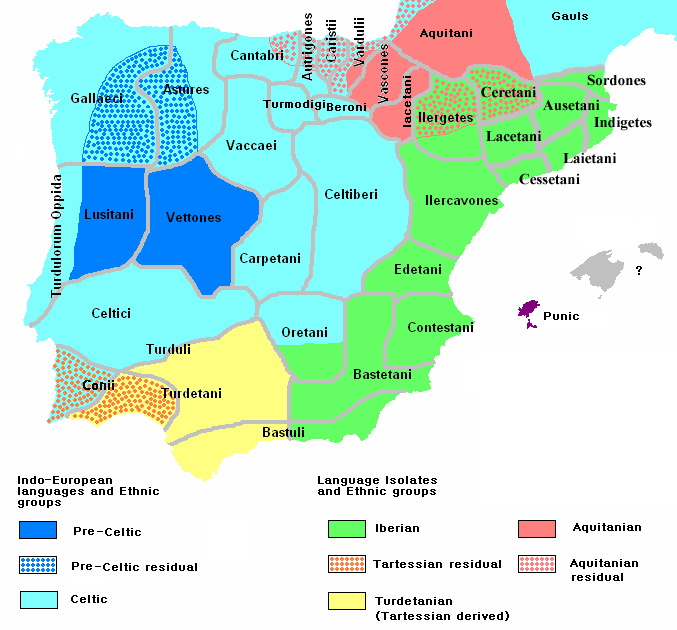
Principali aree linguistiche e popoli dell'Antica Iberia, con le Lingue celtiche evidenziate in azzurro e le altre Lingue indoeuropee in blu, circa 200 a.C.

Durante la protostoria la penisola iberica era abitata da popolazioni che ci sono note solo attraverso reperti archeologici, giacché greci e fenici, che sono stati coloro che ci hanno lasciato i primi documenti scritti, non hanno dato testimonianza di contatti avuti con esse.

## Storia

### Civiltà tartessica
Sulla base di un certo numero di ritrovamenti, possiamo stabilire che, in età imprecisata (forse attorno all'VIII secolo a.C.) iniziò a prendere corpo nel sud peninsulare (valle del Guadalquivir) una forma di civiltà, dalle connotazioni incerte, comunemente definita al giorno d'oggi tartessica. Tale civiltà sembra esser stata profondamente influenzata da quella fenicia; le origini del popolo che la originò permangono tuttavia oscure (sono state avanzate varie ipotesi, anche se quella relativa all'autoctonia gode attualmente di un certo credito fra gli studiosi).

### Popoli preromani
I primi popoli ad occupare la penisola iberica di cui possediamo documentazione scritta sono:
- I Fenici, penetrati probabilmente nel sud peninsulare attorno all'VIII secolo a.C. (ma sono state proposte anche date anteriori). Costoro introdussero l'alfabeto e furono i primi a fondare le prime città (Gadir, Malaca, Ebusos, ecc.).
- I Greci, forse introdottisi contemporaneamente ai Fenici o in età immediatamente successiva (VII secolo a.C.). Stabilirono sulla costa peninsulare mediterranea alcuni scali commerciali di una certa importanza (primo fra tutti Empúries o Emporion, in greco Εμπόριον).
- Gli Iberi, di lingua non indoeuropea, entrati nella futura Hispania in età imprecisata. Costoro iniziarono a sviluppare la propria civiltà attorno al VI secolo a.C. Secondo alcuni storici contemporanei gli Iberi potrebbero anche identificarsi con un'etnia (o più etnie), autoctona (o autoctone), evolutasi a contatto con civiltà più avanzate (in particolare quella fenicia e quella greca). Attualmente gli Iberi vengono definiti sia tenendo conto delle proprie caratteristiche etniche in senso ampio, sia, in alternativa, sulla base di considerazioni più prettamente linguistiche[1].
- I Celti, emigrati in più ondate dall'Europa centrale e dall'attuale regione francese (e belga) prima del VI secolo a.C. Costoro occuparono gran parte della parte centrale ed occidentale della penisola iberica, si mescolarono con gli Iberi e altre popolazioni autoctone, dando origine, a partire dal V secolo a.C. circa, alla civiltà celtibera, che si sviluppò in estese zone dell'attuale meseta castigliana e nella parte occidentale della regione limitrofa d'Aragona. I Celtiberi, di lingua celta ma di origine etnica composita, furono fortemente influenzati dalla cultura iberica, da cui mutuarono il sistema di scrittura.

### Dominio cartaginese
Nella seconda metà del III secolo a.C. l'Iberia divenne oggetto di contesa fra le due principali potenze mediterranee, Roma e Cartagine. Va segnalato che i Punici, fin dal IV secolo a.C. o ancor prima, avevano raccolto l'eredità fenicia, sviluppando intensi traffici commerciali e reclutando mercenari fra le popolazioni iberiche. Con la sconfitta ad opera dei Romani nella prima guerra punica sentirono l'esigenza di estendere il proprio dominio diretto nel sud e nell'oriente peninsulare, per crearsi, probabilmente, una base territoriale e umana più ampia. In quegli anni fondarono Carthago Nova, nome che indicava la volontà di costruire una nuova Cartagine e di insediarsi stabilmente nella penisola in funzione anti-romana. Erano state in tal modo create le premesse per una nuova guerra che avrebbe per sempre cambiato il volto delle terra d'Iberia.